# Breneka

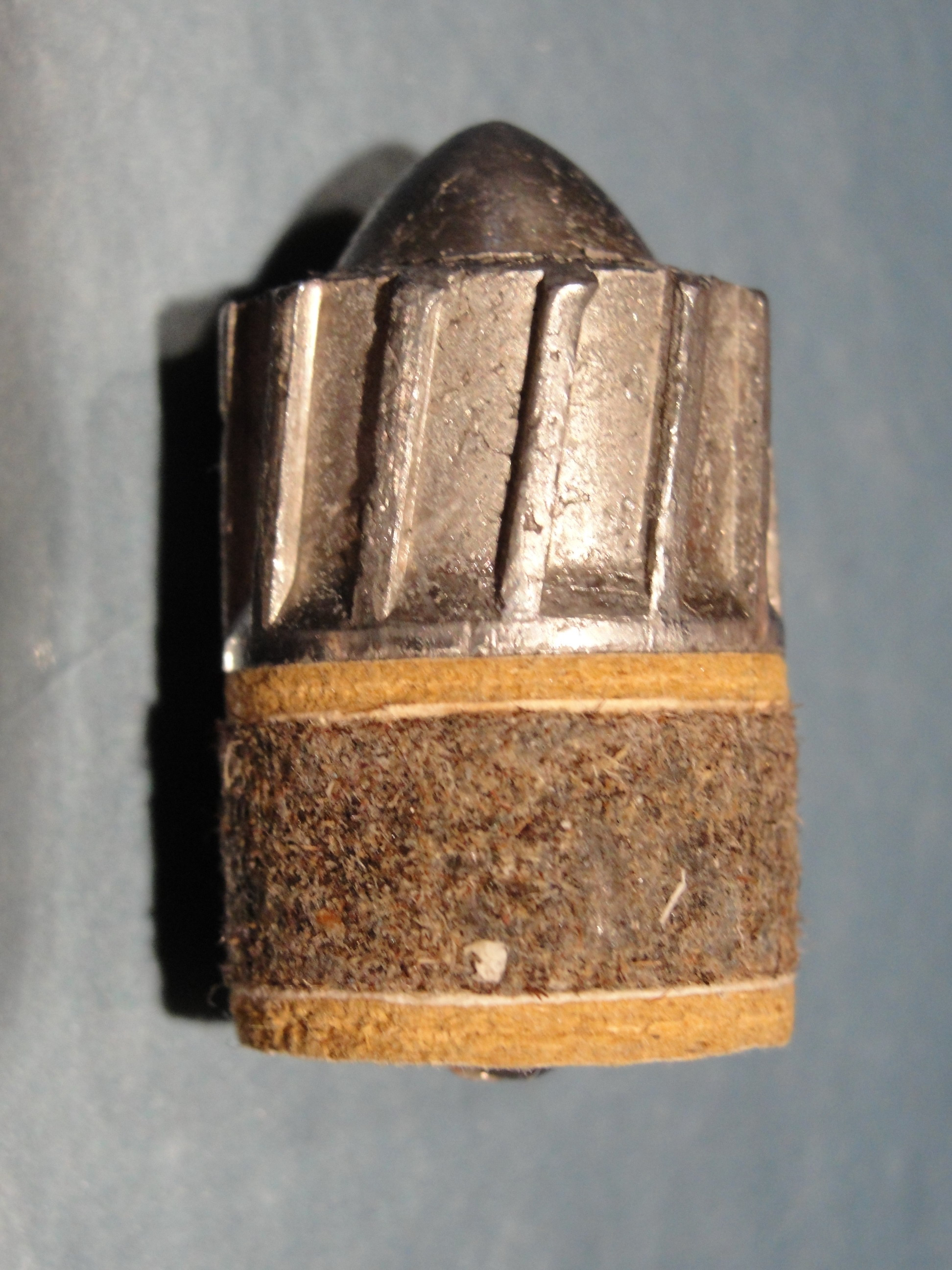
Pocisk typu brenneke

Breneka albo Brenneke – popularna nazwa ciężkich pocisków monolitycznych przystosowanych do wystrzeliwania z broni gładkolufowej zaprojektowanych w 1898. Nazwa wywodzi się od twórcy, niemieckiego konstruktora broni i amunicji Wilhelma Brenneke (1865–1951). Firma Brenneke, zarządzana przez rodzinę wynalazcy, istnieje do dziś.

## Konstrukcja

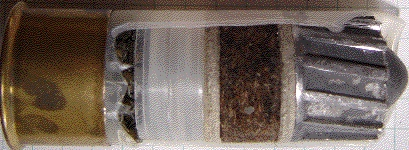
Przekrój naboju z pociskiem typu brenneke

Pociski odlane są najczęściej z ołowiu i nie mają płaszcza z innego metalu. Skośne bruzdy na ściankach pocisku Brenneke ułatwiają jego przejście przez czok lufy (zwężenie lufy) w myśliwskiej broni śrutowej. Żebra pomiędzy bruzdami zostają w czoku spłaszczone, zmniejszając kaliber pocisku (a zatem i tarcie) i umożliwiając mu opuszczenie lufy.

## Przeznaczenie
Podstawowym przeznaczeniem pocisków Brenneke jest polowanie na dzika lub inną grubą zwierzynę, mimo że ze względu na swoją konstrukcję jest to pocisk stosunkowo mało precyzyjny i stosowany do strzelania na krótkich dystansach (do ok. 40 m).